# دریتن
دریتن (به چکی: Dříteň) یک منطقهٔ مسکونی در جمهوری چک است که در شهرستان چسکه بودیوویتسه واقع شده‌است. دریتن ۴۶٫۱۲ کیلومتر مربع مساحت و ۱٬۵۶۵ نفر جمعیت دارد و ۴۳۲ متر بالاتر از سطح دریا واقع شده‌است.